# Lista över alumner från Högskolan för scen och musik vid Göteborgs universitet
Alumner från Högskolan för scen och musik vid Göteborgs universitet (efter examensår).

## 2007

### Musikal
- Johan Eklund
- Karin Funk
- Sara Widén
- Glenn Daniel Nilsson
- Fredrik Giertz
- Kristoffer Hellström
- Linda Skoglund

## 2008

### Teater
- Lisa Linnertorp
- Martin Wallström
- Joel Berg
- Johanna Zandén
- AnnaRuna Kax
- Daniel Träff
- Victor Trägårdh
- Karin de Frumerie
- Anna-Carin Henriksson
- Henrik Bergström

### Musikal
- Jonas Schlyter
- Hilde Trætteberg
- Frida Modén Treichl
- David Inghamn
- Mari Haugen Smistad
- Camilla Karlsson Stavland
- Johan Ringström

## 2020

### Teater[1]
- Karin Andersson
- Nina Dahn
- Adel Darwish
- Ida Ingels
- Natalie Minnevik
- Katerina Pavlou
- Silan Maria Budak Rasch
- Sara Shirpey
- Gisela Swarting
- Anna Thomasson
- Joonas Vartiainen

## 2021

### Teater[2]
- Ejke Blomberg
- Jennifer Carzties
- Lukas Feurst
- André Gatu
- Albert Michael Häggblom
- Anna Lundström
- Srdjan Nedzipovski
- Moa Niklasson
- Rebecca Riggo
- Wahid Setihesh
- Julia Sporre
- Malin Vispe

## 2022

### Musikal[3]
- Gustav Gälsing
- Filip Vikström
- Nils Weibull
- Simon Rubin
- Petra Björkman
- Sessejla Mist Ólafsdottir
- Elvira Norbäck
- Stina Olsson

## 2023

### Teater[4]
- Melker Appel
- Martin Nick Alexandersson
- Fanny Färingö
- Nikola Borggård Gavanozov
- Hanna Göland
- Julia Heveus
- Lotta Karlsson
- Oskar Laring
- Vivi Lindberg
- Lovisa Perman
- Simon Rajala
- Aviva Wrede

### Musikal[5]
- Julia Küster
- Timothy Garnham
- James von Bagh
- Martin Stokke Mathiesen
- Otto Falk
- Sofia Wikström
- Miranda Coral Engholm
- Hanna Eriksson
- Lina Svahn Larsson
- Annalouisa Magnusson
- Linnea Nordström

## 2024

### Teater[6]
- Adam Antens
- Annie Dahlin
- Eli Felicia Edelbo-Christensen
- Yohannes Frezgi
- Magnus Hulth
- Elin Landgren
- Josse Matsson
- Sharzad Rahmani
- Odin Romanus
- Charlie Saers
- Oméya Simbizi
- Olle Vilhelmsson